# Röthelheimpark

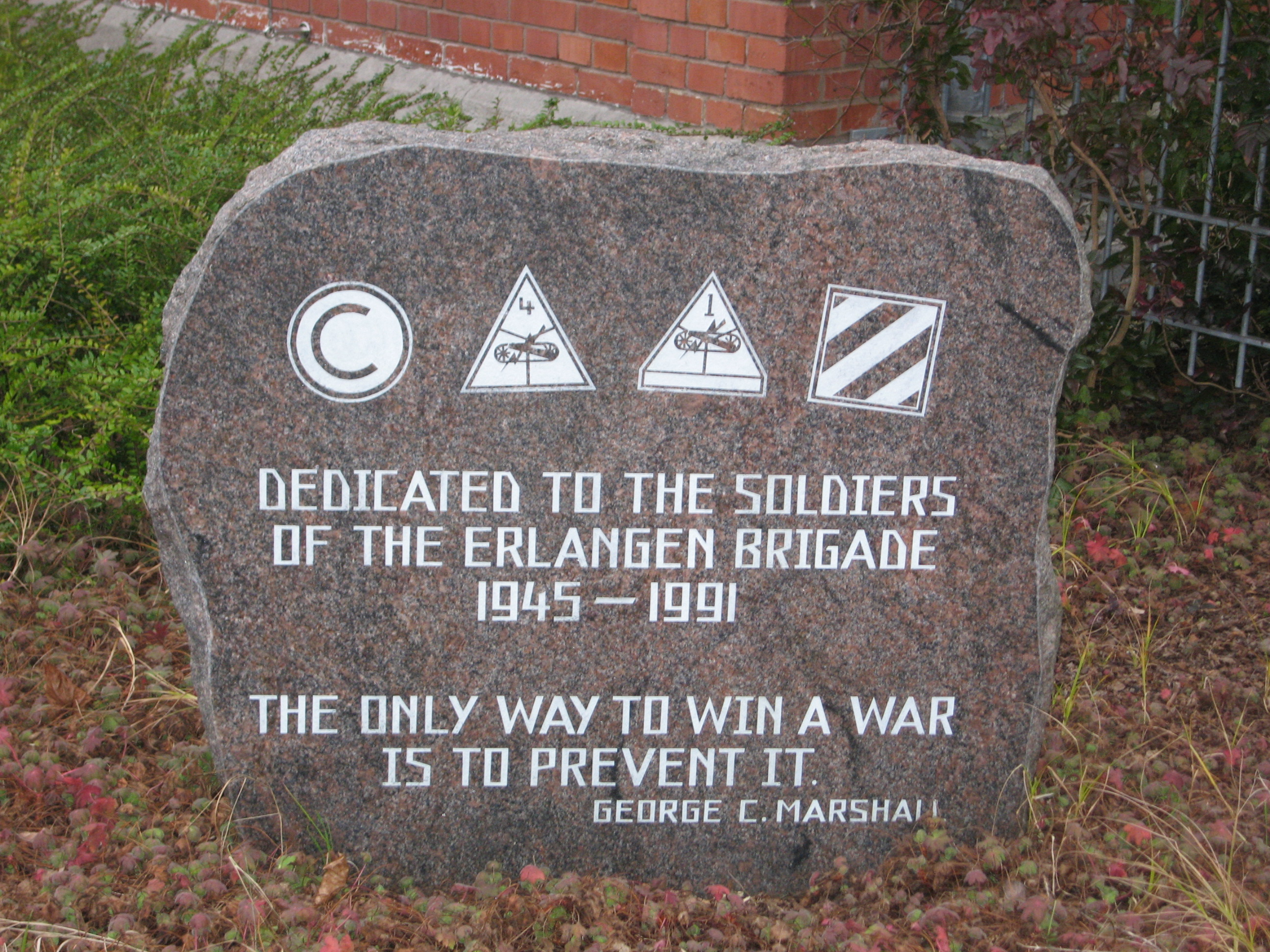
Denkmal zur Erinnerung an die Soldaten der Brigade Erlangen von 1945 bis 1991

Der Röthelheimpark ist ein Stadtteil im Osten Erlangens, begrenzt durch die Kurt-Schumacher-Straße und den sich anschließenden Sebalder Reichswald im Osten, die Artilleriestraße im Norden, das Gelände der Friedrich-Alexander-Universität (Biologikum, Physikum) im Süden sowie die Hartmannstraße im Westen. Der Gemeindeteil hatte im Jahr 2021 5908 Einwohner.
Der Röthelheimpark befindet sich weitestgehend auf dem Gelände der ehemaligen Ferris Barracks der US Army. Diese und der benachbarte Sebalder Reichswald als Bannwald verhinderten früher eine Erweiterung des Stadtgebietes in östlicher Richtung. Der Rückzug der amerikanischen Truppen schuf für die Stadt Erlangen die städtebauliche Ausnahmesituation, in Innenstadtnähe einer Großstadt einen gesamten Stadtteil neu schaffen zu können. Neben der Ausweisung des Naturschutzgebietes Exerzierplatz im Süden des Röthelheimparks wurden sowohl Wohn-, Misch- als auch Gewerbegebiete geschaffen, die besonders durch eine Ansiedelung von Siemens Medical Solutions (heute Siemens Healthineers) geprägt wurden. Auch neue städtebauliche Modellprojekte mit innovativer Bau- und Wohnform in privatorganisierter, generationenübergreifender Struktur sollen dort verwirklicht werden.

Der Name leitet sich vom Röthelheimgraben ab, der das Gebiet südlich begrenzt und wurde in einer Leserbefragung der Erlanger Nachrichten ermittelt.